# Octavio Romero Oropeza
Octavio Romero Oropeza (Jalapa, Tabasco; 20 de enero de 1959) es un ingeniero agrónomo y político mexicano, miembro del partido Morena. Es el director general del INFONAVIT desde el 1 de octubre de 2024 durante el gobierno de Claudia Sheinbaum y fue director general de PEMEX durante el sexenio del presidente Andrés Manuel López Obrador entre 2018 y 2024.

## Biografía
Fue miembro del Partido de la Revolución Democrática desde su fundación en 1989 y hasta 2014.  Fue consejero nacional del mismo partido de 1994 a 1999 y se desempeñó como oficial mayor del comité ejecutivo nacional de 1996 a 1998, siendo presidente del partido Andrés Manuel López Obrador.
A la vez, entre 1994 y 1997 fue diputado federal por la vía de la representación proporcional a la LVI Legislatura. En 1997 fue candidato del PRD a presidente municipal de Centro, Tabasco, cargo para el que no fue elegido, y de 1998 a 2000 fue presidente estatal del PRD en Tabasco.
En 2000 al ser elegido jefe de Gobierno del Distrito Federal Andrés Manuel López Obrador, este lo nombró titular de la Oficialía mayor del gobierno, permaneciendo en el cargo hasta 2005, ya bajo la administración del sucesor de López Obrador, Alejandro Encinas.
En 2006, tras las controversias en las elecciones presidenciales de ese año y la declaración de López Obrador de asumir la llamada presidencia legítima de México, lo nombró titular de la denominada Secretaría de la Honestidad y Austeridad Republicana.
Al fundarse el Movimiento Regeneración Nacional en 2014, renunció a su militancia en el PRD y se unió a la nueva organización política. Por ese partido se postuló en las elecciones estatales de Tabasco de 2015 a la presidencia municipal de Centro, quedando en cuarto sitio en los resultados electorales.
Tras ser electo presidente en las elecciones de 2018 Andrés Manuel López Obrador anunció, el 27 de julio, que propondría a Octavio Romero Oropeza como director general de Pemex.